# Acanthiza nana
La acantiza enana (Acanthiza nana) es un ave paseriforme normalmente se encuentran en Australia. Está protegido en virtud de los Parques nacionales y Vida Silvestre de la Ley de 1974. No se encuentra amenazado.

## Subespecies
- Acanthiza nana flava
- Acanthiza nana modesta
- Acanthiza nana nana

## Referencecias
1. ↑   BirdLife International (2008). «Acanthiza nana». Lista Roja de especies amenazadas de la UICN 2008 (en inglés). ISSN 2307-8235. Consultado el 18 de febrero de 2009.